# MerXem Classic
La MerXem Classic è una corsa in linea femminile di ciclismo su strada che si disputa dal 2018 in Belgio.
Nacque nel 2018 con il nome di GP Sofie Goos per poi diventare MerXem Classic dal 2019. Negli anni 2020 e 2021 la corsa è stata annullata in conseguenza della Pandemia di COVID-19.
Nelle edizioni 2018 e 2019 la gara era classificata 1.2, per poi essere classificata 1.1 dall'edizione 2020.

## Albo d'oro
Aggiornato all'edizione 2022.
| Anno | Vincitrice          | Seconda             | Terza           |
| ---- | ------------------- | ------------------- | --------------- |
| 2018 | Lorena Wiebes       | Janine van der Meer | Nguyen Thi That |
| 2019 | Lotte Kopecky       | Charlotte Kool      | Coryn Labecki   |
| 2020 | non disputata       | non disputata       | non disputata   |
| 2021 | non disputata       | non disputata       | non disputata   |
| 2022 | Eleonora Gasparrini | Megan Jastrab       | Silvia Persico  |